# Afrasura pallescens
Espèce
Afrasura pallescens est une espèce de papillons de nuit de la famille des Erebidae endémique à la Guinée.

## Description
Afrasura pallescens présente une envergure de 21 mm.

## Systématique
Le nom valide complet (avec auteur) de ce taxon est Afrasura pallescens Antonio Durante (d), 2009,.

## Étymologie
Son épithète spécifique, dérivée du latin palesco, « qui devient pâle », fait référence à l'« effet fané » de cette espèce.

## Publication originale
- (en) Antonio Durante, « Revision of the Afrotropical species of Asura Walker, 1854 (Lepidoptera: Arctiidae, Lithosiinae), with the description of a new genus », Zootaxa, Magnolia Press (d), vol. 2280, no 1,‎ 3 novembre 2009, p. 27-52 (ISSN 1175-5334 et 1175-5326, OCLC 49030618, DOI 10.11646/ZOOTAXA.2280.1.2, lire en ligne).